# Dieter Farwick
Dieter Farwick (* 17. Juni 1940 in Schopfheim) ist Brigadegeneral außer Dienst des Heeres der Bundeswehr und Publizist.

## Leben

### Militärischer Werdegang
Farwick wurde 1940 im Südwesten Deutschlands geboren. Nach dem Schulbesuch trat er am 4. April 1961 beim Panzergrenadierbataillon 51 in Schwarzenborn in die Bundeswehr ein. 1962 durchlief er den Offizierausbildung an der Heeresoffizierschule II in Hamburg und an der Kampftruppenschule II in Munster. Nach der Ernennung zum Leutnant 1963 wurde er als Zugführer und Fernmeldeoffizier im Panzergrenadierbataillon 191 in Ahlen verwendet. 1966 wurde er Oberleutnant und Hörsaalleiter an der Heeresoffizierschule I in Hannover. Es folgte 1968 eine Verwendung als Kompaniechef im Panzergrenadierbataillon 172 in Lübeck und ein Jahr später die Beförderung zum Hauptmann. Von 1971 bis 1973 durchlief er den 14. Generalstabslehrgang Heer an der Führungsakademie der Bundeswehr in Hamburg, wo er zum Offizier im Generalstabsdienst ausgebildet wurde, mit zwischenzeitlicher Beförderung zum Major (1972). Im Anschluss war er G2 in der 10. Panzerdivision in Sigmaringen und ab 1975 G3 in der Panzerbrigade 29 in Sigmaringen. 1977 wurde er Oberstleutnant. Von 1978 bis 1979 war er Bataillonskommandeur des Jägerbataillons 471 in Bexbach. 1980 wurde er als Referent in den Führungsstab des Heeres (Fü H) in das Bundesministerium der Verteidigung (BMVg) nach Bonn versetzt. 1983 wurde er zum Oberst befördert. Von 1983 bis 1987 war er Arbeitsbereichsleiter im Planungsstab des Bundesministers der Verteidigung (PlStab) Manfred Wörner. 1988 wurde er am Royal College of Defence Studies (RCDS) in London ausgebildet. Von 1989 bis 1991 verwendete man ihn als Kommandeur der Panzergrenadierbrigade 17 in Hamburg. 1991 wurde er Amtschef Zentrum für Nachrichtenwesen der Bundeswehr (ANBw) in Bad Neuenahr-Ahrweiler. Ab 1994 war er Assistent Chief of Staff Operations im Allied Joint Force Command Brunssum in den Niederlanden. Im Dienstgrad eines Brigadegenerals, den er 1991 erreichte, wurde er pensioniert.
Farwick ist verheiratet und hat zwei Kinder. Er lebt in Sigmaringen.

### Publizistik
Seit seiner Pensionierung ist er als Publizist und Referent im Bereich internationale Sicherheitspolitik tätig. Er war viele Jahre Chefredakteur der Online-Zeitung World Security Network von Hubertus Hoffmann. Er veröffentlichte u. a. in militärischen Fachzeitschriften wie Allgemeine Schweizerische Militärzeitschrift, Europäische Wehrkunde, Österreichische Militärische Zeitschrift, Schweizer Soldat und Soldat und Technik. Außerdem ist er Autor von mehreren Büchern.
Darüber hinaus ist er Mitglied des International Institute for Strategic Studies (IISS) in London.

## Schriften (Auswahl)
- mit Gerhard Hubatschek: Entscheidung in Deutschland. Warschauer Pakt contra NATO. Eine militärpolitische Analyse. Vowinckel, Berg am See 1978.
- mit Gerhard Hubatschek: Die strategische Erpressung. Eine sicherheitspolitische Analyse. Mit einem Vorwort von Manfred Wörner, Taschenbuch-Ausgabe, Verlag für Wehrwissenschaften, München 1982, ISBN 3-8219-0003-2.
- Die strategische Antwort. Die NATO auf dem Weg in das nächste Jahrtausend. Bilanz – Prognose – Folgerungen. Busse Seewald, Herford 1989, ISBN 3-512-00858-5.
- Hrsg.: Ein Staat – eine Armee. Von der NVA zur Bundeswehr. Report Verlag, Frankfurt am Main u. a. 1992, ISBN 3-9802828-2-1.
- Hrsg.: Krisen, die grosse Herausforderung unserer Zeit. Report Verlag, Frankfurt am Main u. a. 1994, ISBN 3-9802828-9-9.
- mit Martin Malek, Andrea K. Riemer: Grand strategy, Gesamtstrategie, politische Strategie (= Schriftenreihe der Landesverteidigungsakademie, 7/2004). Landesverteidigungsakademie, Wien 2004, ISBN 3-902456-07-8.
- Wege ins Abseits. Wie Deutschland seine Zukunft verspielt. Mit einer Schlussbetrachtung von Hans Rühle, Osning Verlag, Bielefeld u. a. 2012, ISBN 978-3-9814963-0-7.
- Kleinkriege, die unterschätzte Kriegsform. Warum die Zukunft von Kriegen den Guerillas, Partisanen und Hackern gehört, Bad Schussenried (Gerhard Hess Verlag) o. J. (2016). ISBN 3-87336-586-3. ISBN 978-3-87336-586-5